# TLC: Tables, Ladders & Chairs (2013)
TLC: Tables, Ladders & Chairs (2013) — щорічне pay-per-view шоу «TLC», що проводиться федерацією реслінгу WWE. Концепція шоу полягає в використанні столів, сходів і стільців під час поєдинків. PPV відбулося 15 грудня 2013 року у Тойота-центр в місті Х'юстон, штат Техас, США. Це було 5-е шоу в історії «TLC». Вісім матчів відбулися під час шоу та ще один перед показом.